# Буревісник східний
Буревісник східний (Puffinus yelkouan) — морський птах з родини буревісникових (Procellariidae).

## Поширення
Вид поширений у всьому Середземноморському басейні та Чорному морі, також, але рідко, уздовж Атлантичного узбережжя Європи. Розмножується на островах і прибережних скелях в східному та центральному Середземномор'ї.

## Опис
Птах завдовжки 30–35 см, розмах крил 70–84 см. Зовнішнім виглядом і розміром дуже схожий на буревісника малого. Він відрізняється від цього трохи менш темним забарвленням верхніх частин і, перш за все, під час польоту, завдяки лапам, які помітно виступають за хвіст.

## Спосіб життя
Раціон складається з дрібних епіпелагічних рибок, спійманих пірнанням інколи навіть на відносно великих глибинах. Іноді слідом за рибальськими човнами харчуються відходами від чищення сіток. Період, протягом якого відбувається розмноження, досить тривалий: парування відбувається в лютому, а виліт молодняка відбувається в липні. Гніздиться колоніями, де кожна пара відкладає одне велике біле яйце, яке інкубується майже два місяці. Гнізда знаходяться в підземних норах, які відвідують лише вночі.